# Scott Haran
Scott Haran (Londra, 11 aprile 1992) è un attore britannico, noto per aver interpretato, nella serie tv Maghi contro alieni, il mago sedicenne Tom Clarke che difende la terra dalla minaccia dei Nekross.
È apparso anche nella serie tv Metropolitan Police e nella serie TV inglese Upstairs Downstairs.

## Filmografia
- Metropolitan Police (The Bill) - serie televisiva, 1 episodio (2010)
- Upstairs Downstairs - serie televisiva, 1 episodio (2012)
- Maghi contro alieni (Wizards vs Aliens) - serie televisiva, 36 episodi (2012-2014)
- Snatch - serie televisiva, 1 episodio (2017)